# Рибовалова Вікторія Валентинівна
Вікто́рія Валенти́нівна Рибова́лова (* 1986) — українська стрільчиня. Заслужений майстер спорту України, багаторазова чемпіонка України, Європи та світу. Майстер спорту України міжнародного класу.

## З життєпису
Народилась 1986 року в місті Кривий Ріг. Вихованка Дніпропетровської обласної школи вищої спортивної майстерності № 7. Займається стрільбою з віку 13 років..
2023 року на чемпіонаті світу зі стрільби кульової в Баку серед дорослих виборола золоту медаль. Здобула нагороду в командному заліку у вправі ГП-12 (гвинтівка пневматична), в особистому заліку посіла четверте місце.